# زیردان (نیک‌شهر)
مردم با فرهنگ و با اصیل 
زیردان (نیک‌شهر)، روستایی از توابع بخش مرکزی شهرستان نیک‌شهر در استان سیستان و بلوچستان ایران است.

## جمعیت
منطقه زیردان در دهستان چاهان قرار دارد و براساس سرشماری مرکز آمار ایران در سال ۱۳۹۵، جمعیت آن 2500 نفر (700خانوار) بوده‌است.